# Brureika

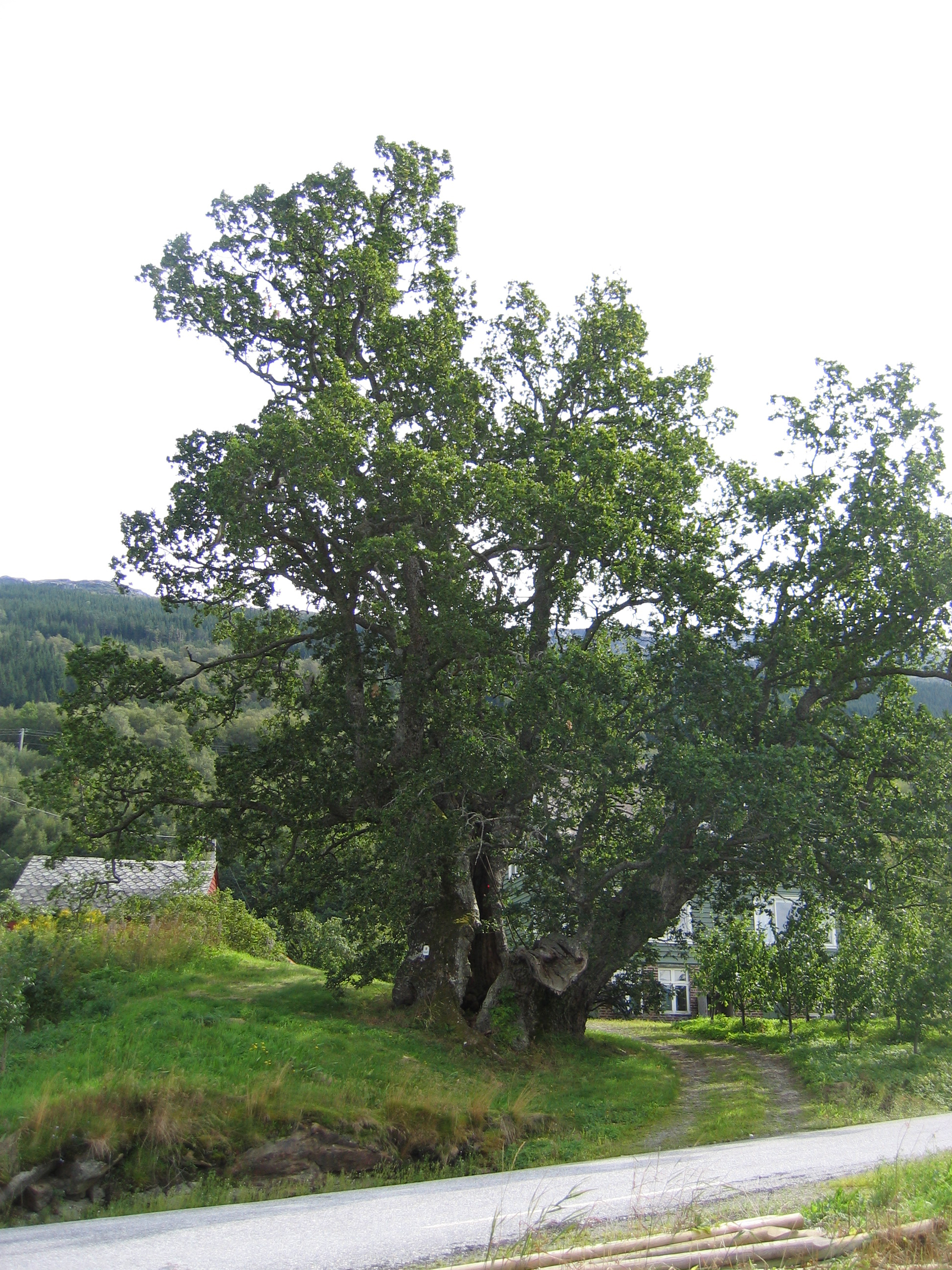
Brureika im August 2009

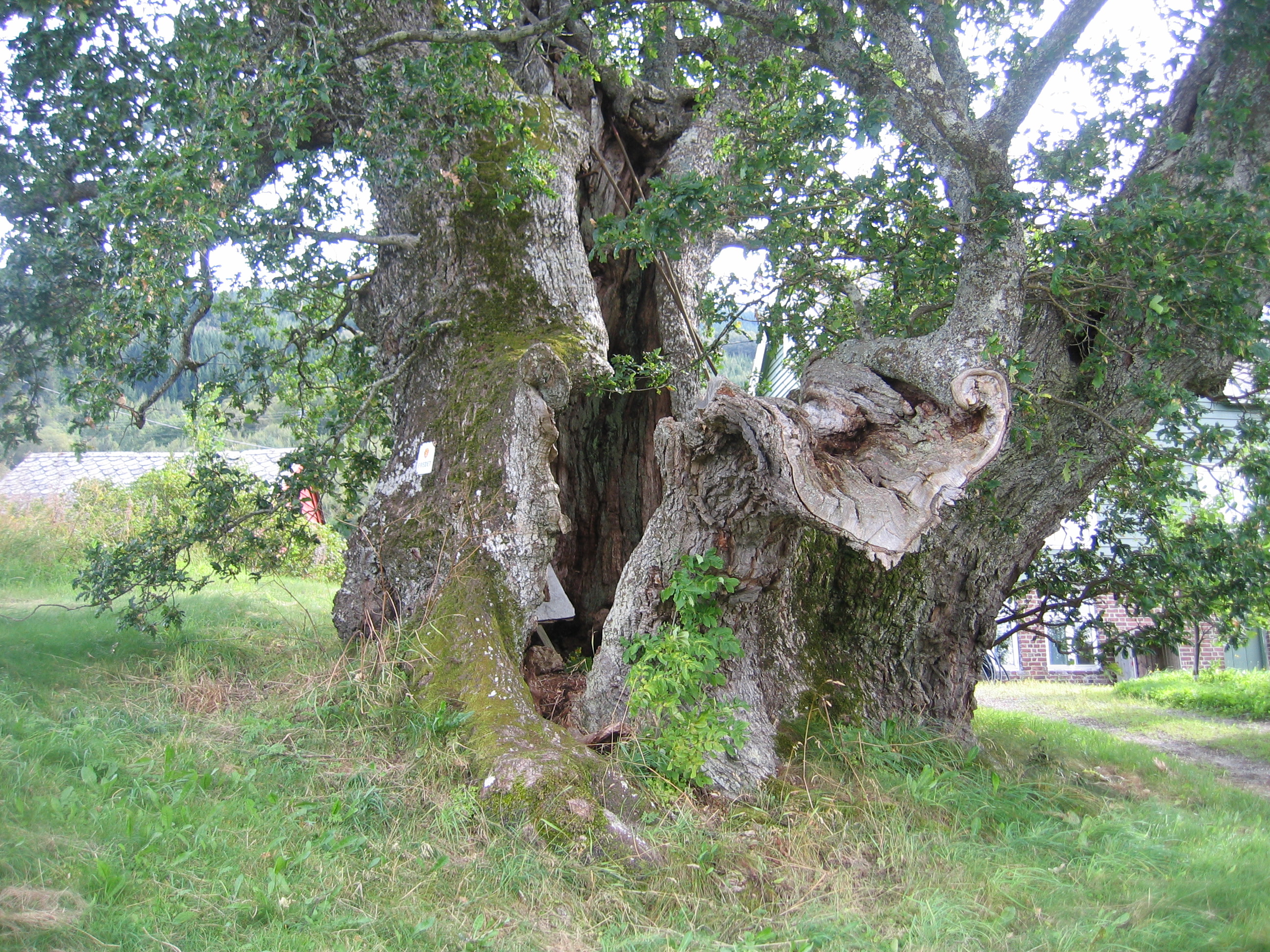
Stamm der Brureika

Die Brureika (deutsch „Brauteiche“) ist eine Stieleiche in der Nähe von Utne im norwegischen Fylke Vestland, deren Alter auf 900 bis 1000 Jahre geschätzt wird. Mit einem Umfang von 10,8 Metern (1,3 Meter über dem Boden gemessen) wurde die Eiche 2007 innerhalb des Wettbewerbs Mitt tre (dt. „Mein Baum“) zum „größten Baum Norwegens“ gekürt. Der Wettbewerb, bei dem 425 andere Bäume zur Auswahl standen, wurde gemeinsam von der Norwegischen Waldgesellschaft (Det norske Skogselskap), NRK Natur und dem Norsk Genressurssenter veranstaltet. Damit wurde die Brureika zum zweiten Mal hintereinander nach 1990 zum größten Baum Norwegens gewählt. Die Eiche steht unmittelbar an der Fernstraße Fylkesvei 550 auf einem Privatgrundstück, das zum Hof von Mikkal Lothe gehört.